# Baspani
Baspani (nep. बास्पानी) – gaun wikas samiti we wschodniej części Nepalu w strefie Sagarmatha w dystrykcie Khotang. Według nepalskiego spisu powszechnego z 2001 roku liczył on 396 gospodarstw domowych i 2048 mieszkańców (1017 kobiet i 1031 mężczyzn).